# Гора Вечерняя
Гора́ Вече́рняя (бел. Гара Вячэрняя) — сезонная белорусская антарктическая научная станция, которая находится восточнее горы Вечерней (272 м), на побережье моря Космонавтов недалеко от сезонной российской станции «Молодёжная». Подчинена республиканскому центру полярных исследований Отделения химии и наук о земле Белорусской академии наук.
Решение о создании станции было принято 6 июля 2006 года директором Института природопользования НАН Беларуси Владимиром Логиновым.

## Особенности станции
Строительство станции было поручено белорусской компании «Мидивисана» и было закончено к октябрю 2015 года. Главным конструктором стал Сергей Сиренко.
Станция способна выдержать температуру до −60 градусов и порывы ветра до 80 м/с. Здание также защищает полярников от сильного ультрафиолетового облучения.
Толщина стен из негорючего пенополиуретана составляет 100 мм. Отопление осуществляется от дизельного генератора, имеется резервный вариант от аккумуляторов.
Станция начала работать в составе из трёх модулей, в каждом из которых есть жилой блок. В свою очередь каждый жилой блок рассчитан на два человека.

## Современное состояние
По состоянию на февраль 2016 года, на станции работают первые три модуля. Всего планируется построить около 12—15 модулей, рассчитанных примерно на 12 человек.
В это время на станции работало шесть человек, все — мужчины, руководитель — Алексей Гайдашов. Все участники экспедиции, кроме её главы, первый раз находились в Антарктиде.
Зимой 2017—2018 года была проведена 10-я Белорусская антарктическая экспедиция. Снабжение осуществляется российским судном «Академик Фёдоров».
10 августа 2020 года стало известно, что во время 12-й экспедиции станцию впервые посетила Международная инспекция Договора об Антарктике. Инспекторы признались, что ожидали достаточно скромный вариант строительства антарктической станции, но увиденное их восхитило. Официальный документ с заключением Международной инспекции из секретариата Договора по Антарктике был предоставлен правительству и НАН Беларуси.

## Цели работы и исследования
Станция предназначена для изучения климата Земли, в частности, состояния озонового слоя и газового и аэрозольного состава атмосферы. Также перед учёными стоит задача протестировать отечественные устройства для зондирования атмосферы и ледовых образований.
Станция поможет Белоруссии более точно прогнозировать погоду в своих широтах, так как именно Антарктида является так называемой «кухней погоды», влияющей на климат всей Земли.
Предполагается, что изучение анаэробных и аэробных микроорганизмов на станции, способных выживать в условиях экстремально низких температур, сможет иметь практический обиход в онкологии, фармакологии и косметологии. Подобными исследованиями уже занимаются японские учёные, которые на базе антарктической микрофауны разрабатывают лекарство против рака.
Белорусские учёные заметили, что некоторые антарктические бактерии способны перерабатывать нефть. Биологи пытаются протестировать возможную пользу от этих бактерий в утилизации последствий нефтяных загрязнений среды.